# 안개 속의 풍경
《안개 속의 풍경》(그리스어: Τοπίο στην ομίχλη, 영어: Landscape in the Mist)은 1988년 개봉한 그리스의 드라마 영화이다. 테오 앙겔로풀로스가 감독과 공동각본을 맡았으며, 그의 침묵 삼부작 중 마지막 작품이다. 1988 베네치아 영화제 은사자상, 1989 유럽 영화상 작품상 수상작이다.

## 출연

### 주연
- 타냐 파라올로구
- 미칼리스 제케

### 조연
- 디미트리스 카베리디스
- 바실리스 콜로보스
- 스트라토스 초르초그로